# Idom Hede
Idom Hede  eller Ormstrup Hede er et omkring 2,8 	km² stort hedeareal der ligger vest for Idom Å,  syd for Idom og primærrute 16 omkring 9 km sydvest for Holstebro i Holstebro Kommune. Heden er en del en del af Natura 2000-område nr. 64 Heder og klitter på Skovbjerg Bakkeø, Idom Å og Ormstrup Hede, og en del af den  423 ha store naturfredning  fra 1985 af Idom Å .